# Rational Rose
Rational Rose est un logiciel édité par l'entreprise Rational Machines (plus tard renommée Rational Software) pour créer et éditer les différents diagrammes du modèle UML (Unified Modeling Language) d'un logiciel.
Rational Software a été vendu pour 2,1 milliards de dollars à IBM le 20 février 2003.
Rational Rose permet également de sauvegarder et d'imprimer ces diagrammes, ainsi que de générer le code source Java ou C++ qui leur correspondent.